# Bam Bam Bigelow
Pour les articles homonymes, voir Bigelow.
Scott Charles Bigelow, plus connu en tant que Bam Bam Bigelow est un catcheur (lutteur professionnel) américain né le 1er septembre 1961 à Asbury Park, dans le New Jersey aux États-Unis, mort le 19 janvier 2007 à Hudson en Floride.
Il commence sa carrière en 1986 avant de rejoindre la World Wrestling Federation (WWF) un an plus tard et quitte la fédération en 1988. Il part au Japon où il travaille à la New Japan Pro Wrestling et devient champion par équipe International Wrestling Grand Prix avec Big Van Vader. Il retourne à la WWF de 1993 à 1995 et rejoint l'Extreme Championship Wrestling. En 1996, il rejoint l'Extreme Championship Wrestling (ECW) et y devient champion du monde poids-lourds de l'ECW et champion du monde Télévision. Après un passage au Japon où il s'essaie aux arts martiaux mixtes, il part ensuite à la World Championship Wrestling (WCW) où il remporte le championnat du monde par équipe de la WCW à deux reprises (avec Diamond Dallas Page et Chris Kanyon) puis le championnat hardcore de la WCW.
Il meurt le 19 janvier 2007 des suites d'une surdose de cocaïne.

## Jeunesse
Bigelow pratique la lutte au lycée au New Jersey dans la catégorie des poids-lourds, il échoue en quart de finale du championnat de l'état en 1978 face à Bruce Baumgartner et l'année suivante, il arrive en demi-finale. Après le lycée, il travaille comme chasseur de primes.

## Carrière de catcheur

### Entraînement et débuts (1986-1987)
Bigelow s'entraîne auprès de Larry Sharpe dans le New Jersey. Rapidement, il part à Memphis où il travaille à la Continental Wrestling Association sous le nom de Bam Bam Bigelow et devient l'un des rivaux de Jerry Lawler. Il y remporte son premier titre en devenant le 28 juillet champion poids-lourds du Sud de l'American Wrestling Association en remportant une bataille royale. Il perd ce titre le 8 septembre face à Lawler.
À l'automne, il part au Texas à la World Class Wrestling Association où il prend le nom de Crusher Yurkoff et y devient champion Télévision le 20 octobre après sa victoire sur Steve Simpson et perd ce titre le 1er décembre face à Tony Atlas,.
En 1987, il part au Japon où il lutte à la New Japan Pro Wrestling sous le nom de Crusher Bam Bam Bigelow.

### World Wrestling Federation (1987-1988)
À partir du mois de mai 1987, Bigelow participe à des spectacles de la World Wrestling Federation (WWF). Le 11 novembre, il obtient facilement la victoire face à Hercules au cours de l'enregistrement de Saturday Night's Main Event du 26 novembre. 15 jours plus tard au cours des Survivor Series, il fait équipe avec Don Muraco, Hulk Hogan, Ken Patera et Paul Orndorff dans un match par équipe à élimination où il est le dernier membre de son équipe mais André The Giant l'élimine.
Le 27 mars 1988 au cours de WrestleMania IV, il participe au tournoi pour désigner le champion du monde poids-lourds de la WWF où il se fait éliminer dès le premier par décompte à l'extérieur face à One Man Gang. Le 25 juin, il perd son dernier match télévisé face à André The Giant au Madison Square Garden et il quitte la fédération quelques semaines plus tard car son attitude déplaît au français et après une altercation avec lui Bigelow quitte la WWF,.

### New Japan Pro Wrestling et World Championship Wrestling (1987-1992)

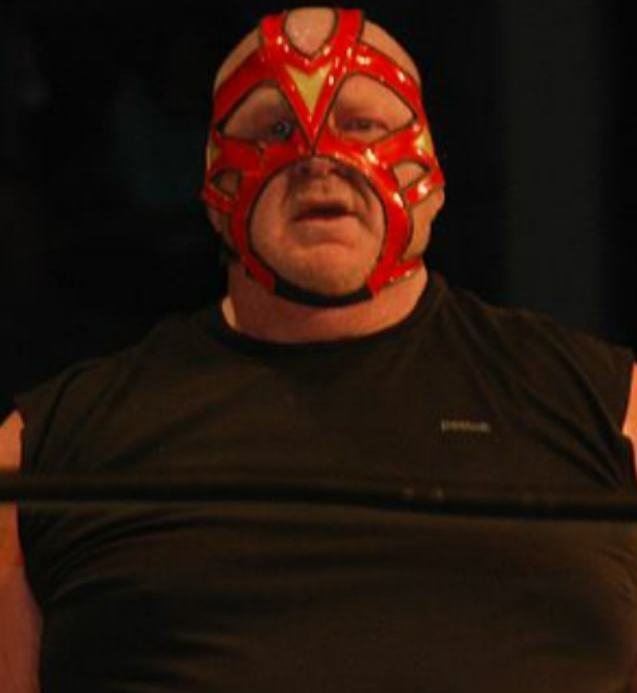
Big Van Vader (ici en 2014) est l'équipier de Bigelow dans cette fédération.

Il dispute son premier match après son départ de la World Wrestling Federation le 1er août 1988 à la Continental Wrestling Association à Memphis où avec Jeff Jarrett il affronte Jimmy Golden et Robert Fuller et cet affrontement se conclut sans vainqueur. Une semaine après, il part au Japon et commence à travailler pour la New Japan Pro Wrestling sous le nom de Crusher Bam Bam Bigelow et se retrouve face à Big Van Vader et leur match se termine par un double décompte à l'extérieur,. En novembre 1988, il retourne aux États-Unis où il lutte à la World Championship Wrestling (WCW), la WCW et la New Japan Pro Wrestling ayant un partenariat, et reprend le nom de Bam Bam Bigelow et a Sir Oliver Humperdink comme manager ; au cours de son passage il affronte le 26 décembre au cours de Starrcade Barry Windham pour le championnat poids-lourds des États-Unis de la National Wrestling Alliance et perd par décompte à l'extérieur,.
Il retourne au Japon et le 16 janvier 1989, il affronte Tatsumi Fujinami pour le championnat poids-lourds International Wrestling Grand Prix (IWGP) mais il perd ce match. Il a un autre match pour le championnat poids-lourds le 20 septembre face à Big Van Vader qui se conclut de la même manière.
En 1990, il retourne brièvement aux États-Unis pour lutter à la World Championship Wrestling à deux reprises : une première fois le 19 mai où au cours de Capital Combat: The Return of Robocop il perd avec Cactus Jack et Kevin Sullivan un match par équipe face Norman the Lunatic et les Road Warriors (Road Warrior Hawk et Road Warrior Animal) ; puis le 13 juin il affronte Tommy Rich dans un match où Bigelow se disqualifie en ne respectant pas les commandements de l'arbitre,.
Le 21 mars 1991 au cours NJPW Starrcade in Tokyo Dome, il commence à faire équipe avec Big Van Vader avec qui il bat Doom (Ron Simmons et Butch Reed. En octobre, il s'allie avec Masahiro Chōno au cours du tournoi Super Grade Tag League et se font éliminer en demi-finale le 17 octobre par Big Van Vader et Tatsumi Fujinami.
Le 1er mars 1992, Bigelow et Big Van Vader battent Hiroshi Hase et Keiji Mutō pour devenir les nouveaux champion par équipe International Wrestling Grand Prix (IWGP). Ils défendent leur titre à deux reprises : la première fois huit jours plus tard face à Masahiro Chōno et Shinya Hashimoto puis le 1er mai face à Hase et Mutō,. C'est finalement les Steiner Brothers (Rick et Scott Steiner) qui mettent fin à leur règne le 26 juin. Peu de temps après, Big Van Vader quitte la fédération. Bigelow tente de mettre fin au règne des frères Steiner avec Scott Norton mais ils échouent le 15 août,. Il fait ensuite équipe avec Keiji Mutō au cours du tournoi Super Grade Tag League en octobre où ils sortent de la phase de groupe avant d'échouer en demi-finale face à Hiroshi Hase et Kensuke Sasaki

### Retour à la World Wrestling Federation (1992-1995)

#### Alliance avec Luna Vachon (1992-1994)
Il revient à la World Wrestling Federation (WWF) où le 28 novembre 1992 il bat Jerry Fox en moins de deux minutes.
Le 24 janvier 1993 au cours du Royal Rumble, il remporte un match face au Big Bossman. Le 4 avril au cours de WrestleMania IX, la WWF annule son match face à Kamala à la dernière minute. Il prend Luna Vachon comme valet et le 10 mai, il se qualifie pour le tournoi King of the Ring après sa victoire sur Typhoon. Trois semaines plus tard, il affronte Marty Jannetty pour le championnat intercontinental mais il se fait compter à l'extérieur. Le 13 juin au cours de King of the Ring, il se hisse en finale en éliminant Jim Duggan et profite de l'égalité par limite de temps entre Lex Luger et Tatanka mais échoue face à Bret Hart. Le 30 août à SummerSlam, il fait équipe avec Fatu et Samu avec qui il perd un match par équipe face à Tatanka et les Smoking Guns (Billy et Bart Gunn). Le 4 octobre, il participe à une bataille royale pour désigner les deux challengers pour le championnat intercontinental de la WWE alors vacant où Tatanka l'élimine. Le 24 novembre au cours de Survivor Series, il perd avec Fatu, Samu et Bastion Booger un match par équipe à élimination face à Mabel, Mo (en), Butch et Luke tous maquillés en clown ; Bigelow est le dernier membre de son équipe à se faire éliminer par tous ses adversaires,. Alors qu'il part vers les vestiaires avec Luna Vachon,
Doink the Clown apparaît sur un écran pour se moquer de lui.
Le 22 janvier 1994 au cours du Royal Rumble, il remplace Ludvig Borga dans un match simple remporté par Tatanka ; plus tard il participe au Royal Rumble match en entrant en 15e poisition et y élimine Doink et Tantanka avant de se faire sortir par Lex Luger. La rivalité avec Doink the Clown se termine le 20 mars à WrestleMania X dans un match par équipe mixte où Bigelow et Vachon l'emportent sur Doink et Dink,. Le 16 mai, il passe le tour de qualification du tournoi King of the Ring face à Sparky Plugg. Le 19 juin au cours de King of the Ring, Razor Ramon l'élimine au premier tour.

#### Membre de la Million Dollar Corporation et départ (1994-1995)

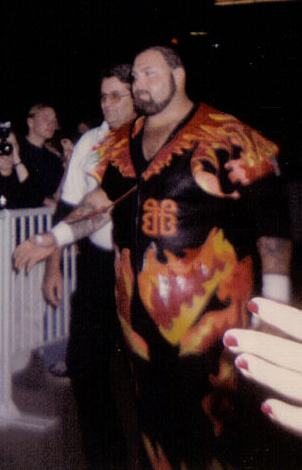
Bam Bam Bigelow en 1995.

Le 18 juillet, Ted DiBiase annonce que Bam Bam Bigelow est désormais un membre de la Million Dollar Corporation. Le 29 août à SummerSlam, il fait équipe avec Irwin R. Schyster (IRS) avec qui il bat Fatu et Samu. Le 10 octobre, la Million Dollar Coporation (DiBiase, Nikolai Volkoff, Tatanka et King Kong Bundy) sont aux abords du ring au cours de son match face à Lex Luger ; au cours de ce combat Mabel et Adam Bomb viennent pour empêcher les hommes de DiBiase d'interférer permettant ainsi la victoire Luger. Une rivalité se met alors en place entre le clan de DiBiase et les alliés de Luger auquel se joignent les Smoking Guns (Billy et Bart Gunn) qui se termine le 23 novembre par la victoire de la Million Dollar Team (Bigelow, Jimmy Del Ray, King Kong Bundy, Tatanka et Tom Prichard) où Bigelow élimine Adam Bomb puis Luger pour donner la victoire à son équipe.
Il fait équipe avec Tatanka au cours du tournoi pour désigner les nouveaux champions du monde par équipe de la WWF où ils se hissent en finale en éliminant Mabel et Mo le 17 décembre puis Fatu et Sionne le 14 janvier 1995 avant d'échouer en finale huit jours plus tard au cours du Royal Rumble face à Bob Holly et le 1-2-3 Kid,,. Après le match, Bigelow attaque Lawrence Taylor qui est assis au premier rang afin de mettre en scène une rivalité avec le joueur des Giants de New York qui se termine le 2 avril au cours du match phare de WrestleMania XI où Taylor accompagné de plusieurs joueurs des Giants l'emporte sur Bigelow dans un match arbitré par Pat Paterson,. DiBiase lui donne une dernière chance pour prouver qu'il mérite sa place dans le clan s'il devient champion du monde poids-lourds de la WWF le 24 avril mais il échoue face à Diesel. DiBiase décide alors de le renvoyer puis Tatanka attaque Bigelow qui le maîtrise avant d'annoncer qu'il quitte la Corporation ; Irwin R. Schyster vient lui aussi s'en prendre à Bigelow mais Diesel lui vient en aide.
Bigelow s'associe avec Diesel avec qui il bat Sid et Tatanka le 25 juin au cours de King of the Ring. Le 3 juillet, Bigelow perd un match face à Sid après l'intervention d'Henry O. Godwinn. Une rivalité avec Goodwin se met en place et voit la victoire de Bigelow 20 jours plus tard à in Your House II.
Il se retrouve ensuite impliqué dans aucune rivalité et la WWF l'utilise comme jobber et perd face au British Bulldog le 24 septembre au cours de in Your House III. Le 23 octobre, il est un des participants de la bataille royale pour désigner le challenger pour le championnat intercontinental remporté par Owen Hart. Le 19 novembre au cours des Survivor Series, il perd son dernier match à la WWF face à Goldust.

### Extreme Championship Wrestling (1996-1998)
Bigelow ne fait que deux matchs à l'Extreme Championship Wrestling (ECW) en 1996 qu'il remporte face à Cactus Jack le 23 février puis face à Terry Gordy le 5 octobre,.
En 1997, il s'allie avec Shane Douglas et Chris Candido pour former un clan nommé The Triple Threat managé par Rick Rude. Le 17 août durant Hardcore Heaven (le premier spectacle de l'ECW en paiement à la séance), il bat Spike Dudley. Le 16 octobre, Rude décide de trahir Douglas en faisant de Bigelow le challenger pour le titre de champion du monde poids-lourds de l'ECW que détient Douglas,. Bigelow parvient à vaincre son allié mais son règne s'arrête le 30 novembre à November to Remember après sa défaite face à Douglas.

### World Championship Wrestling (1988-1991) (1998-2001)
Bigelow arriva à la WCW en direct lors d'un émission de Nitro, dans le but de prouver au monde entier qu'il est le meilleur catcheur actuel, il commença donc une feud avec la star de l'époque : Bill Goldberg.

## Carrière en arts martiaux mixtes

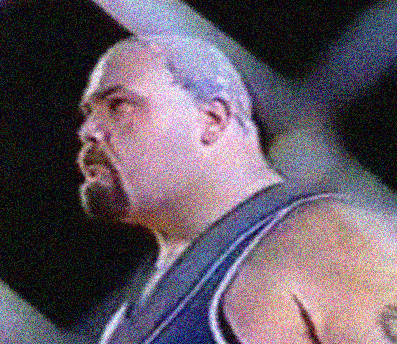
Rendu artistique de Bam Bam Bigelow par MrJM

En 1996, la U-Japan le contacte pour affronter Kimo Leopoldo. Bigelow accepte contre un cachet de 100 000 dollars et le 17 novembre, il perd ce match après deux minutes de combat,. En 1998, il déclare dans une interview que cet affrontement relève plus du shoot wrestling, un combat au résultat prédéterminé mais où les adversaires ne retiennent pas leurs coups comme au catch. Cependant selon des journalistes , son inexpérience par rapport à Leopoldo en arts-martiaux mixtes explique sa défaite et le match n'est pas un shoot.
| 1 combats      | 0 victoires | 1 défaites |
| Par KO         | 0           | 0          |
| Par soumission | 0           | 1          |
| Sur décision   | 0           | 0          |

| Résultat | Record | Adversaire    | Méthode                           | Événement | Date             | Round | Temps | Lieu  | Notes |
| -------- | ------ | ------------- | --------------------------------- | --------- | ---------------- | ----- | ----- | ----- | ----- |
| Défaite  | 0-1    | Kimo Leopoldo | Soumission (étranglement arrière) | U-Japan   | 17 novembre 1996 | 1     | 2:15  | Japon |       |

## Décès
Le 19 janvier 2007, Bigelow a été retrouvé mort à son domicile, à Hudson, en Floride à l'âge de 45 ans. Les résultats d'autopsie montrent que la mort de Bigelow était due à la prise de plusieurs substances, y compris des niveaux toxiques de cocaïne et un médicament anti-anxiété. Bigelow souffrait également d'un problème cardiaque, spécifiquement les maladies cardiovasculaires artériosclérose.

## Palmarès
- Continental Wrestling Association
  - 1 fois CWA Southern Heavyweight Championship

- Extreme Championship Wrestling
  - 1 fois ECW World Heavyweight Championship
  - 1 fois ECW World Television Championship

- NWA Northeast
  - 1 fois NWA Northeast Heavyweight Championship

- New Japan Pro Wrestling
  - 1 fois IWGP Tag Team Championship avec Big Van Vader

- Universal Superstars of America
  - 1 fois USA Heavyweight Championship

- USA Xtreme Wrestling / USA Pro Wrestling
  - 2 fois UXW/USA Pro Heavyweight Championship

- World Championship Wrestling
  - 1 fois WCW Hardcore Championship
  - 2 fois WCW World Tag Team Championship avec Diamond Dallas Page

- World Class Championship Wrestling
  - 1 fois WCCW Television Championship

- Wrestle Association R
  - 1 fois WAR World Six-Man Tag Team Championship avec Hiromichi Fuyuki et Yoji Anjo

## Récompenses des magazines
- Pro Wrestling Illustrated
- 2e Rookie de l'année 1986[70]

| Année | 1991 | 1992 | 1993 | 1994 | 1995 | 1996 | 1997 | 1998 | 1999 | 2000 |
| ----- | ---- | ---- | ---- | ---- | ---- | ---- | ---- | ---- | ---- | ---- |
| Rang  | 58   | 84   | 33   | 24   | 30   | 71   | 126  | 48   | 27   | 118  |

- Wrestling Observer Newsletter
  - Rookie de l'année en 1986[72].